# 함익병
함익병(咸翼炳, 1961년 12월 9일~)은 대한민국의 피부과 의사이다. 서울 함익병피부과의원의 공동 대표 원장이다.
본관은 강릉이며 1961년 12월 9일에 대구에서 출생했다. 2남 1녀 중 차남으로 출생했다.
연세대학교 의과대학을 졸업하였으며 석사 및 의학박사 학위 없이 대한민국에서 처음으로 피부과 스케일링이라는 아이템을 창안하였다.

## 학력
- 창원국교 졸업(1974년)
- 진해남중학교 졸업(1977년)
- 마산고등학교 졸업(1980년)
- 연세대학교 의과대학 의학학사(1986년)

### 명예 박사 학위
- 연세대학교 명예 의학박사(2016년 8월)

## 저서
- 《최신 여드름 치료기법》
- 《여드름 뿌리뽑기》
- 《피부에 헛돈 쓰지 마라》

## 방송 출연
- MBN 《속풀이쇼 동치미》
- KBS1 《TV는 사랑을 싣고》

## 가족
- 배우자: 강미형
- 자녀: 함은영(딸), 함윤철(아들)